# 红门兰醇
红门兰醇是一种9,10-二氢菲衍生物，分子式C16H16O3，存在于受感染的四裂红门兰（学名：Orchis militaris）等植物中，有抗真菌活性。